# Karl Gebhardt

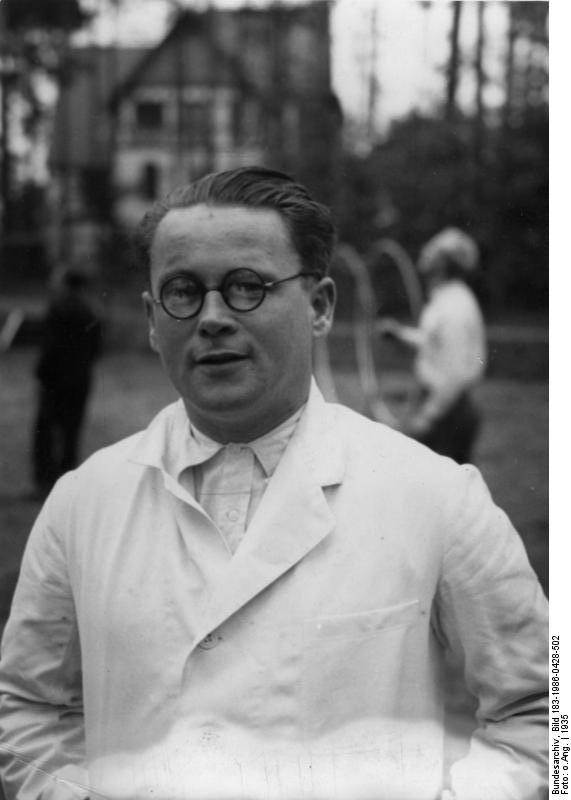
Karl Gebhardt in Hohenlychen (1935)

Karl Franz Gebhardt (* 23. November 1897 in Haag in Oberbayern; † 2. Juni 1948 in Landsberg am Lech) war ein deutscher Chirurg und Sportmediziner. Er wurde einer der führenden Ärzte innerhalb der Schutzstaffel (SS) und Leibarzt seines Jugendfreundes, des NSDAP-Politikers Heinrich Himmler. Gebhardt nahm medizinische Versuche an Konzentrationslager-Häftlingen vor, speziell im KZ Ravensbrück und in seiner zwölf Kilometer entfernt gelegenen Klinik Hohenlychen sowie im KZ Auschwitz. Er wurde in den Nürnberger Prozessen wegen Kriegsverbrechen und Verbrechen gegen die Menschlichkeit zum Tod verurteilt und hingerichtet.

## Herkunft und Jugend
Gebhardt wurde als Sohn eines Arztes geboren. Als Schüler lernten sich Gebhardt und Himmler in Landshut kennen. Himmlers älterer Bruder Gebhard Ludwig Himmler ging in dieselbe Klasse, und Himmlers Vater war Rektor des Gymnasiums. Von 1916 bis 1918 diente er als Soldat im Ersten Weltkrieg, zuletzt als Leutnant der Reserve. Das Medizinstudium begann Gebhardt 1919 in München. 1919 wurde er Mitglied des Corps Bavaria München. Er war Mitglied des Freikorps Oberland. Auch am sogenannten Hitlerputsch vom 9. November 1923 war Gebhardt beteiligt. 1923 erhielt er die Approbation als Arzt und 1924 wurde er promoviert. Von 1923 bis 1933 war er an der Chirurgischen Universitätsklinik in München tätig, seit 1928 als Oberarzt. 1932 habilitierte er sich in München.

## Aufstieg im Nationalsozialismus

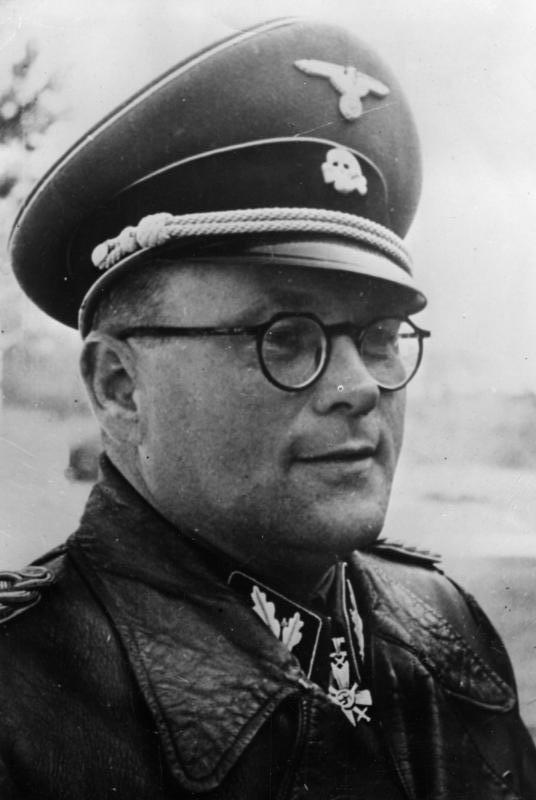
Karl Gebhardt, Generalmajor der Waffen-SS (Foto: Kurt Alber, 1944)

Zum 1. Mai 1933 trat er der NSDAP bei (Mitgliedsnummer 1.723.317), zwei Jahre später auch der SS (SS-Nummer 265.894), wo er am 20. April 1935 zum SS-Sturmbannführer befördert wurde.
Am 1. November 1933 übernahm er die Leitung des Tuberkulose-Sanatoriums in Hohenlychen, das er zunächst zur orthopädischen Klinik und dann während des Zweiten Weltkriegs zu einem Krankenhaus der Waffen-SS umgestaltete. 1938 wurde er zum o. Professor für Orthopädische Chirurgie an der Universität Berlin ernannt. Gebhardt war ferner Leiter des medizinischen Instituts der Reichsakademie für Leibesübungen in Berlin und beratender Chirurg der SS. Ab 1940 war er beratender Kliniker der Organisation Todt und richtete auf der Reichsschulungsburg der deutschen Technik eine Erholungsstätte für Westwall-Arbeiter ein. Am 17. Oktober 1937 war er Unparteiischer beim letzten Pistolenduell in der deutschen Geschichte, bei dem Roland Strunk trotz von ihm durchgeführter sofortiger Operation starb.

### Rolle nach dem Attentat auf Heydrich
Himmler sandte seinen Leibarzt am 27. Mai 1942 nach Prag, um ihn nach dem Attentat auf Reinhard Heydrich die Operation an dem Verletzten durchführen zu lassen. Tschechische Ärzte hatten Heydrich untersucht: Er hatte eine Scherbe in der Milz und einen Zwerchfellriss davongetragen, während seine Niere unverletzt geblieben war. Da Gebhardts Flugzeug mit Verspätung landete, hatten bereits die deutschen Ärzte Josef Hohlbaum und Walter Dick die Operation vorgenommen. Auch von den renommierten Ärzten Morell (Hitlers Leibarzt) und Ferdinand Sauerbruch wurde sofortige Hilfe angeboten. Gebhardt – ehemaliger Schüler Sauerbruchs – lehnte diese jedoch ab und überwachte Heydrichs Genesung alleine. Laut seiner Ansicht hätte das Eingreifen mehrerer Ärzte zu schädlicher Nervosität führen können.
Heydrichs Verletzungen hätten nicht zwangsläufig zum Tod führen müssen, jedoch waren Teile des zerrissenen Wagensitzes in die Wunden geraten. Heydrichs Zustand verbesserte sich nach der Operation zunächst, am 3. Juni konnte er seine Mittagsmahlzeit schon im Sitzen einnehmen. Wenige Stunden später kollabierte er jedoch und verstarb tags darauf. Heydrichs Tod stellte für Gebhardt ein Debakel dar, vor allem wegen der abgelehnten Hilfe berühmter Ärzte. Zusätzlich geriet er in eine gefährliche Situation, als Morell anmerkte, dass die Anwendung seines neuen Sulfonamids Ultraseptyl einen anderen Ausgang hätte herbeiführen können.

### Sulfonamid-Experimente
Sulfonamide (Antibiotika) wurden noch vor dem Penicillin entdeckt. Gerhard Domagk hatte hierfür 1939 den Nobelpreis für Medizin erhalten, den er auf Befehl Hitlers jedoch nicht annehmen durfte. Viele deutsche Ärzte trauten der neuen Arznei nicht. In den Lazaretten des Deutschen Reichs starben damals mehr Soldaten an Sepsis (Blutvergiftung), als an der Front fielen. Der Reichsführer SS Himmler entschied, die Anwendbarkeit und Wirksamkeit der Sulfonamide solle an KZ-Häftlingen erprobt werden. Die medizinischen Experimente standen unter der Leitung von Reichsarzt SS Grawitz. Auch Gebhardts Rehabilitierung hing nun vom Ausgang der Sulfonamid-Experimente ab.
Am 20. Juli 1942 begannen die ersten der Sulfonamid-Experimente an 57 Insassen des KZ Ravensbrück. Gebhardt hatte erreicht, die Experimente selbst leiten und beurteilen zu dürfen. Er versuchte Kriegsverletzungen zu simulieren, indem er den Opfern beispielsweise eine Wade aufschneiden, Muskeln quetschen und Stoff bzw. Holzsplitter und ähnliche Materialien in die Wunde einnähen ließ. Er testete verschiedene Sulfonamide nach von ihm festgelegten Kriterien. Am vierten Tag des Experiments ließ er die eiternden Wunden öffnen, d. h. chirurgisch behandeln. Bei den Versuchsreihen kam es insgesamt zu zahlreichen Todesfällen, unter anderem durch künstlich hervorgerufene Blutvergiftungen, bei denen man Häftlingen Eiter in die Venen spritzte. Grawitz legte Himmler am 29. August zwei Zwischenberichte über die Ergebnisse vor: Laut Gebhardt seien Sulfonamide nicht in der Lage, eine Infektion zu verhindern, einzig ein chirurgischer Eingriff könne den Patienten retten. Jedoch das Medikament Katoxyn, das Heydrich offenbar verabreicht worden war, sei in der Lage, einen Heilungsprozess zu beschleunigen. Gebhardt wies darauf hin, dass es ihm nicht gelungen war, an Häftlingen Gasbrand mit ernsthaftem Krankheitsverlauf hervorzurufen.
Am 3. September inspizierte Grawitz das KZ Ravensbrück. Er ordnete an, den Frauen Schussverletzungen zuzufügen, und bezeichnete die bisher zugefügten Wunden als „Mückenstiche“. Danach begann Gebhardt an einer neuen Versuchsreihe an 24 polnischen Frauen. Er fügte den Frauen keine Schusswunden zu, sondern impfte sie mit Eiter von an Gasbrand Erkrankten und erprobte die Wirkung der Sulfonamide. Er konnte tatsächlich eine starke Infektion mit Gasbrand erzeugen, drei Frauen starben.
Am 9. September 1942 rehabilitierte Himmler seinen Jugendfreund Gebhardt sowie die beiden Ärzte in Prag, Hollbaum und Dick in einem Dankesbrief, es sei bei der Behandlung Heydrichs alles getan worden, jenes „wertvolle und teuere Blut zu erhalten“. Die Sulfonamid-Versuchsreihe ließ er zu Heinrich Schütz, dem Leiter der „Biochemischen Versuchsstation“ im Krankenrevier des Konzentrationslagers Dachau, verlegen.

### Orthopädische Experimente
Gebhardt konnte sich nun wieder auf das Fachgebiet Orthopädie konzentrieren. Er ließ einigen polnischen Frauen beispielsweise mit dem Hammer Knochen zertrümmern, um mögliche Kriegsverwundungen und geeignete Heilmethoden zu erforschen. Im Nürnberger Ärzteprozess konnte belegt werden, dass er eine Gefangene ermorden ließ, um seinem Patienten Franz Ladisch ein neues Schulterblatt implantieren zu können.

### Polygal-Experimente
1943 waren einige SS-Ärzte, besonders Gebhardt, dem Blutstillmittel Polygal gegenüber skeptisch. Der KZ-Arzt Sigmund Rascher hatte daraufhin die Wirksamkeit von Polygal nachzuweisen und gab Tabletten an KZ-Häftlinge aus.

### Meerwasser-Versuche
Im Juni 1944 befürwortete Gebhardt die von der Luftwaffe erbetenen Versuchsreihen an KZ-Häftlingen, um die schädlichen Auswirkungen von Meerwasser einschätzen zu können.

### Sonstiges
Karl Gebhardt, wie Karl Brandt am 2. Juni 1948 hingerichtet, soll Hitler von Ferdinand Sauerbruchs Unschuld bezüglich des Attentats vom 20. Juli überzeugt haben, woraufhin die Ermittlungen gegen ihn eingestellt worden seien. (Auch Peter Sauerbruch konnte das Gefängnis wieder verlassen.)

### Beförderungen
- SS-Sturmbannführer am 20. April 1935
- SS-Obersturmbannführer am 15. September 1935 (im Zuge einer Direktbeförderung durch Himmler)
- SS-Standartenführer am 9. November 1936
- SS-Oberführer am 20. April 1938
- SS-Brigadeführer und Generalmajor der Waffen-SS am 1. Oktober 1940
- SS-Gruppenführer am 30. Januar 1943
- Titel Generalleutnant der Waffen-SS am 9. November 1943

## Kriegsende
Nach Kriegsende begleitete Gebhardt Himmler auf dessen Flucht, die zunächst über die sogenannte Rattenlinie Nord nach Flensburg führte. Als Himmler an der dortigen letzten Reichsregierung nicht beteiligt wurde, ging dieser mit Gefolge wieder nach Süden. Gebhardt wurde mit Himmler und dessen Gefolge am 21. oder 22. Mai 1945 in Bremervörde gefasst.

## Prozess, Verurteilung und Tod

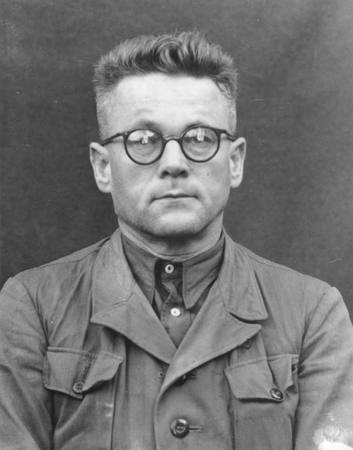
Gebhardt als Angeklagter im Nürnberger Ärzteprozess, 1946/47

Am 9. Dezember 1946 begann der Nürnberger Ärzteprozess, in dem Gebhardt wegen tödlicher Sulfonamid-Experimente an KZ-Insassinnen und verbrecherischer chirurgischer Eingriffe angeklagt wurde. Gebhardt behauptete in einer eidesstattlichen Versicherung, er sei am 23. April 1945 Präsident des Deutschen Roten Kreuzes (DRK) geworden. Die Anklagebehörde unter Telford Taylor übernahm in der Anklageschrift diese Behauptung, die auch in das Eröffnungsplädoyer und das Urteil gegen Gebhardt übernommen wurde. Es handelte sich aber um eine Schutzbehauptung, auch wenn sie gelegentlich weiterhin vorgetragen wird. Gebhardt wurde wegen Kriegsverbrechen, Verbrechen gegen die Menschlichkeit und Mitgliedschaft in verbrecherischen Organisationen am 20. August 1947 zum Tode verurteilt und am 2. Juni 1948 im Kriegsverbrechergefängnis Landsberg gehängt.